# Arad (Baréin)
Arad (en árabe: عراد‎) es una ciudad en Baréin, ubicada en la isla de Muharraq. Originalmente, era un pequeño pueblo agrícola habitado por chiitas baharna, pero más tarde se expandió para incluir nuevas viviendas de clase media, lo que atrajo a una gran población sunita.

## Historia
El nombre Arad proviene de la palabra griega Arados, el nombre griego para la isla de Muharraq junto con Tylos para la isla principal de Baréin. Se creía que Arados fue originalmente un asentamiento fenicio, según lo descrito por el historiador griego Estrabón.
El Fuerte de Arad, el Estadio Al Muharraq y la sede de la Sociedad Islámica (Bahréin) se encuentran en la ciudad.

### Gobernanza
La ciudad está administrada bajo la Gobernación de Muharraq.

## Geografía
Arad se encuentra al este de la ciudad de Muharraq y al noroeste de la ciudad de Hidd. Originalmente era una isla separada (llamada Isla Arad), pero se unió a Muharraq a lo largo del siglo XX mediante la recuperación de tierras.

### Bahía de Arad
La ciudad alberga la Bahía de Arad, una zona de manglares protegida y un parque recreativo. Inaugurado en 2010, el parque de 10 millones de BHD abarca 3.3 km de senderos y cuenta con cuatro puentes. La bahía alberga vida silvestre, incluyendo plancton, peces, algas marinas, además de aves migratorias estacionales como los flamencos mayores.